# Пилиховський Антін

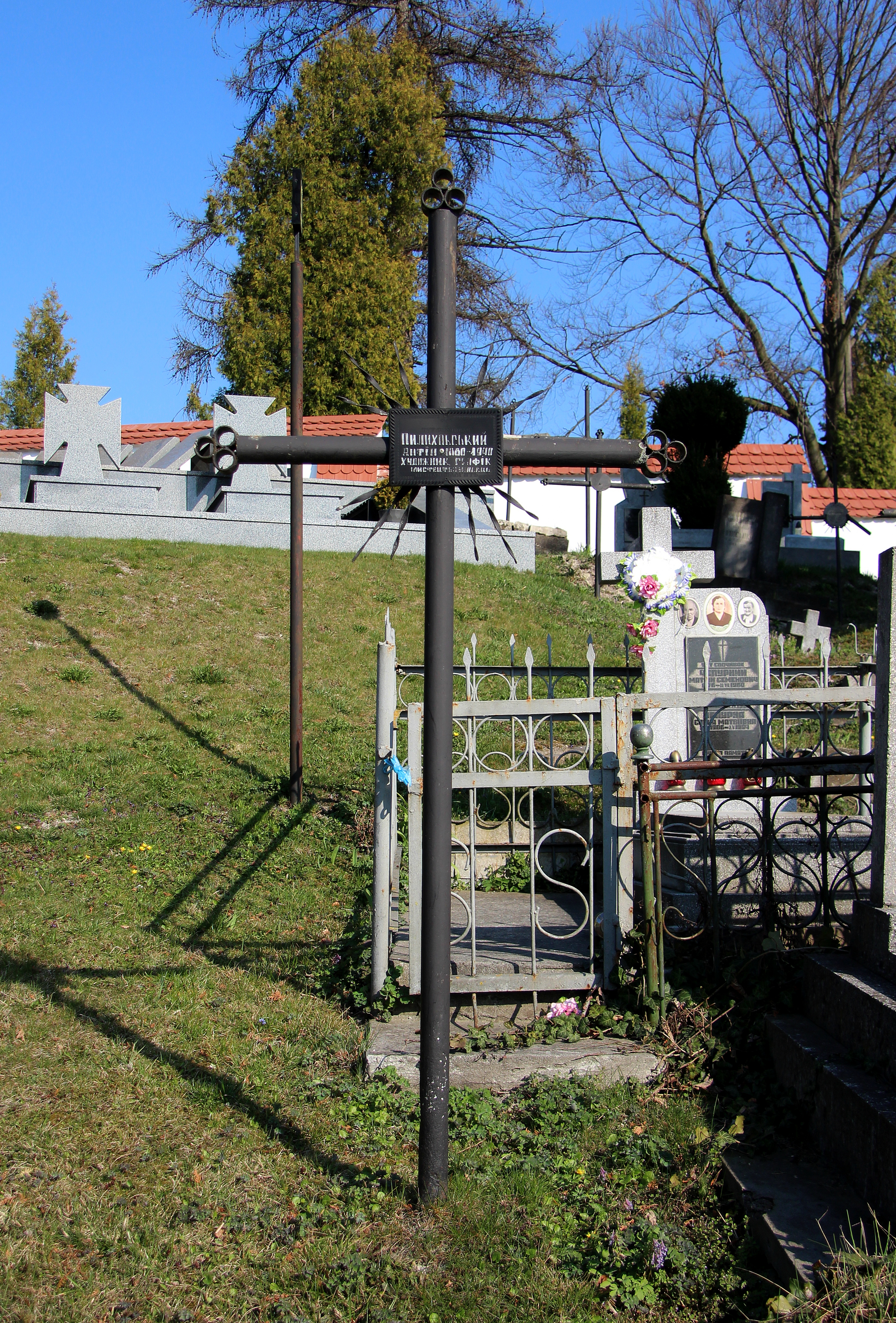

Антін Пилиховський (7 червня 1860, с. Нова Гребля Ярославського повіту, Галичина — 24 червня 1940, Львів) — український художник-графік, автор творів і портретів на церковну та історичну тематику.

## Життєпис
У 1877—1880 рр. мав спеціальну стипендію від м. Перемишля на навчання у Краківській академії мистецтв, яку на той час очолював Ян Матейко. Тоді художник отримав дві перші премії за свої твори в академії, за що посеред року його перевели на вищий курс. Йому також була призначена стипендія ім. Г. Семирадського, від якої відмовився. Згодом вирушив у подорож, під час якої відвідав Відень, Венецію, а також Флоренцію. Кілька місяців навчався у Флорентійській школі мистецтв.
Близько 1881 року повертається в Україну, де бере активну участь у мистецькому житті. 1882 року вирушає у цілорічну поїздку в Російську імперію. З 1886-го мешкає у Львові, де контактує з відомими особами, багато працює. До 1890-х років створив більшу частину відомих мистецьких творів. Початок Першої світової війни негативно відобразився на його творчій активності. Про подальшу долю митця тривалий час нічого не було відомо, дослідники припускали, що він помер. 2002 року виявлено, що в останні роки працював бухгалтером, помер 1940 року у Львові. Похований на Личаківському цвинтарі на полі № 83, могила не збереглась — у серпні 1960 року на цьому місці була захоронена інша особа.
На віднайденому місці поховання А. Пилиховського дирекцією музею «Личаківський цвинтар» встановлено металевий хрест.

## Праці
Серед праць: ікони для церкви архистратига Михаїла в селі Дора біля Яремчі, твори на церковну тематику, портрети князів і гетьманів. Значну частину творів чи оригіналів творів Пилиховського втрачено.
Зберігся альбом, виданий 1896 р. в робітні Андрія Андрейчина у Львові з циклом літографій, виконаних на основі картин Антіна Пилиховського «Рисунки знаменитих церков Малої, Великої і Білої Руси». Він містить 40 аркушів із зображеннями храмів Києва, Львова, Чернігова, Херсона, Почаєва та інших українських міст.